# 马克唐遗址
马克唐遗址，位于中国青海省尖扎县加让乡马克唐村，为第四批青海省文物保护单位，公布日期为1986年5月27日，类型为古遗址。
马克唐遗址的历史年代为卡约文化。